# Apt (Vaucluse)
Apt (en occitano Ate) es una localidad y comuna francesa, situada en el departamento de Vaucluse y en la región de Provenza-Alpes-Costa Azul.
Tiene 11.158 habitantes, una superficie de 4457 hectáreas y una densidad de 250,35 hab./km².

## Geografía
Es recorrida por el río Calavon.

## Demografía[1]
| 5 594 | 4 689 | 5 374 | 5 206 | 5 989 | 5 958 | 5 857 | 5 770 | 5 778 | 5 785 | 5 940 | 5 892 | 5 687 | 5 708 | 5 743 | 5 725 | 5 851 | 5 948 | 6 418 | 6 336 | 5 662 | 6 467 | 6 462 | 6 201 | 6 259 | 6 609 | 7 466 | 9 623 | 11 288 | 11 496 | 11 506 | 11 172 | 11 229 | 11 158 |
| Para los censos de 1962 a 1999 la población legal corresponde a la población sin duplicidades (Fuente: INSEE [Consultar]) |       |       |       |       |       |       |       |       |       |       |       |       |       |       |       |       |       |       |       |       |       |       |       |       |       |       |       |        |        |        |        |        |        |

## Historia
Fue una colonia romana fundada hacia el 50 a. C. por Julio César bajo el nombre de colonia Apta Julia.

## Economía
- Producción de mermelada de frutas, originaria de la Edad Media. En la actualidad las fábricas de Apt producen cada año 15000 toneladas de mermelada.
- Cerámica, originaria de 1728, año de la creación del primer horno por César Moulin.
- La ciudad también alberga la sede de la empresa Delta Plus Group.

## Personas destacadas
- La familia Taillefer, célebres por su carrera dentro de la bicicleta de montaña.
- Antonio de Villon, astrólogo y alquimista nacido el 24 de febrero de 1589 en Apt.

## Atracciones turísticas
- La Catedral de Santa Ana, con nave y campanario románicos.
- El casco viejo, con la Puerta de Saignon y la casa del parque del Luberon.
- Museo de historia y arqueología, que explica la historia de la ciudad desde su fundación hasta nuestros días.
- Festival de verano de jazz.

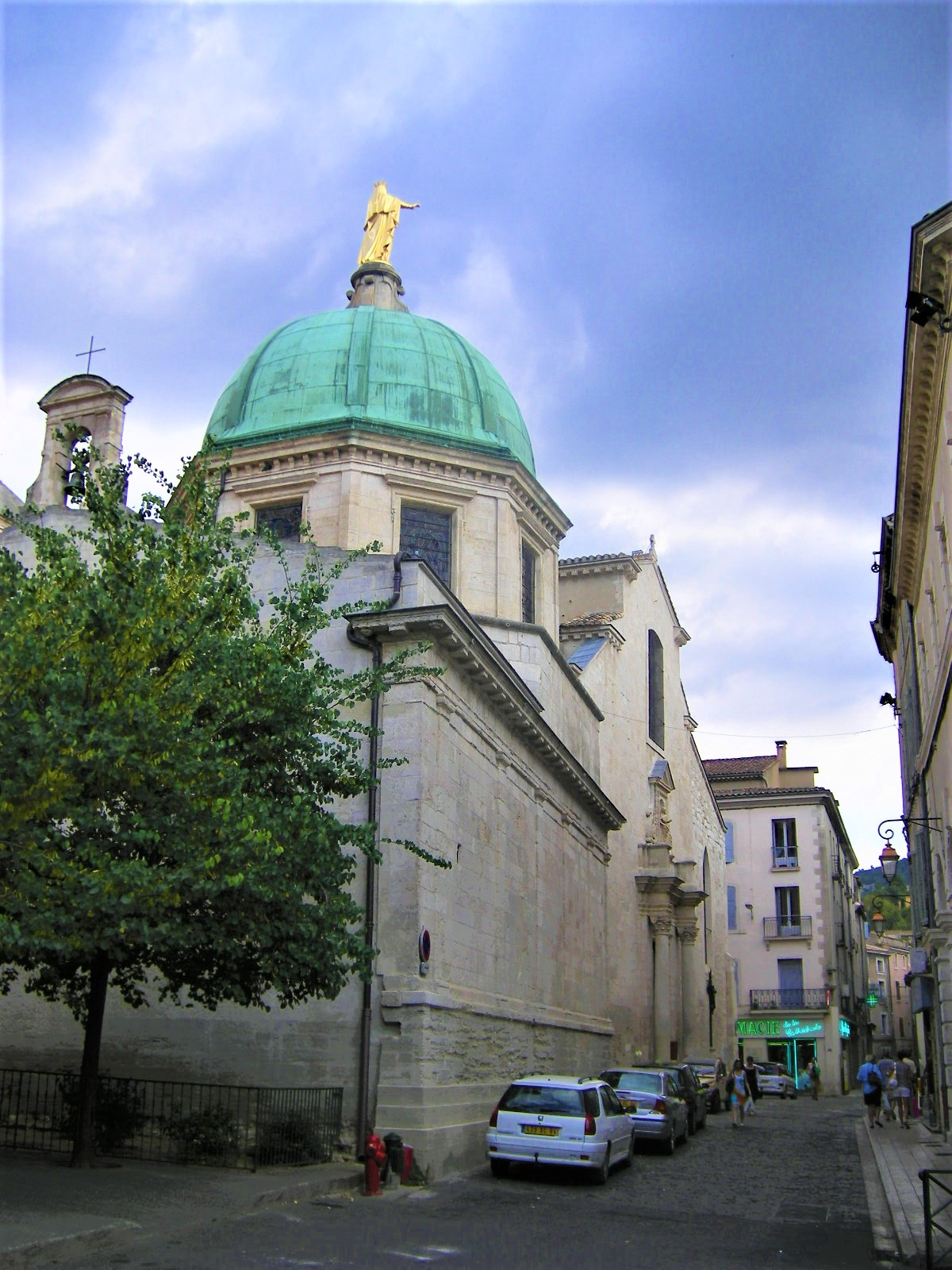
Catedral de Santa Ana.
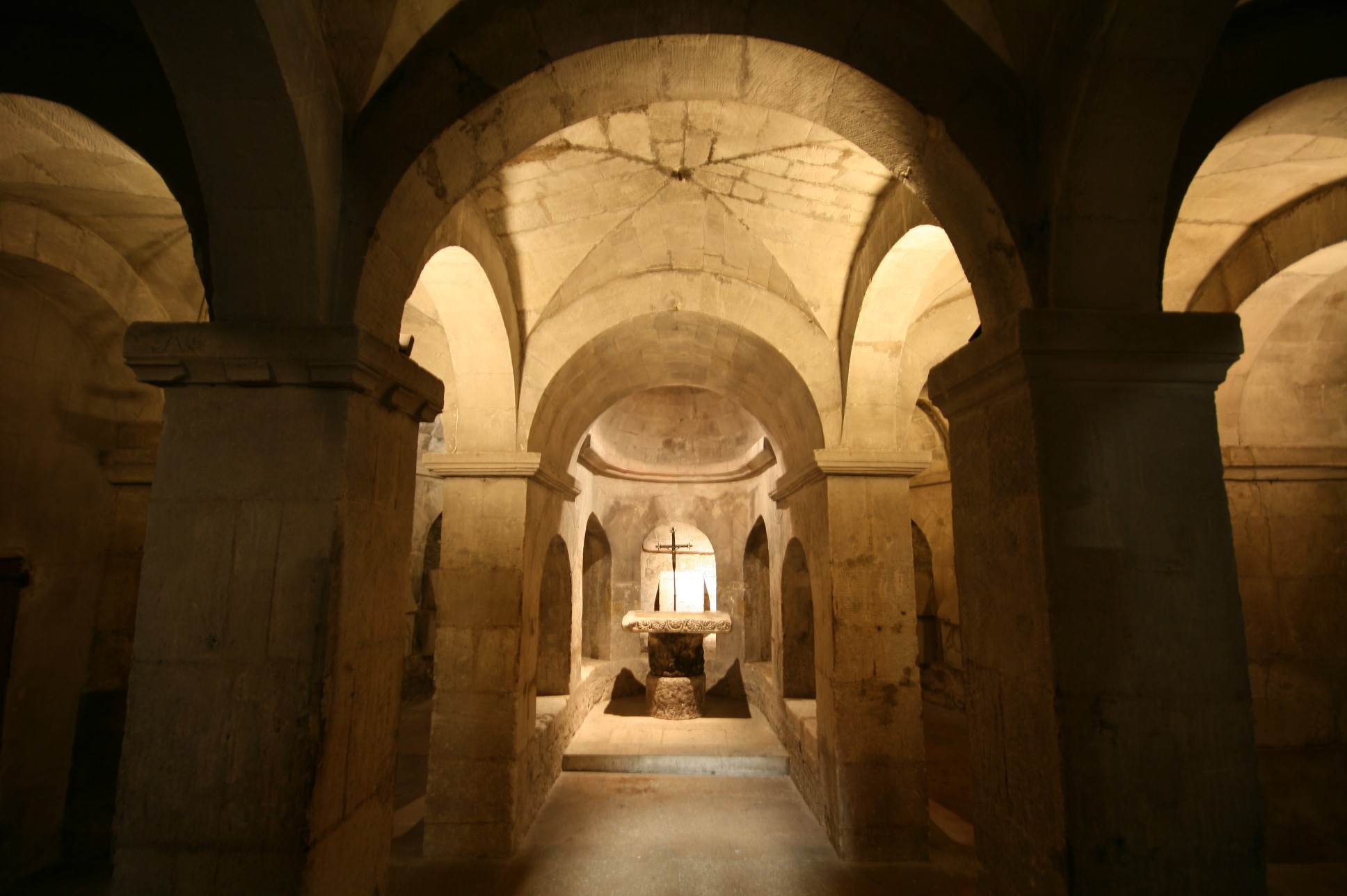
Cripta de la catedral.
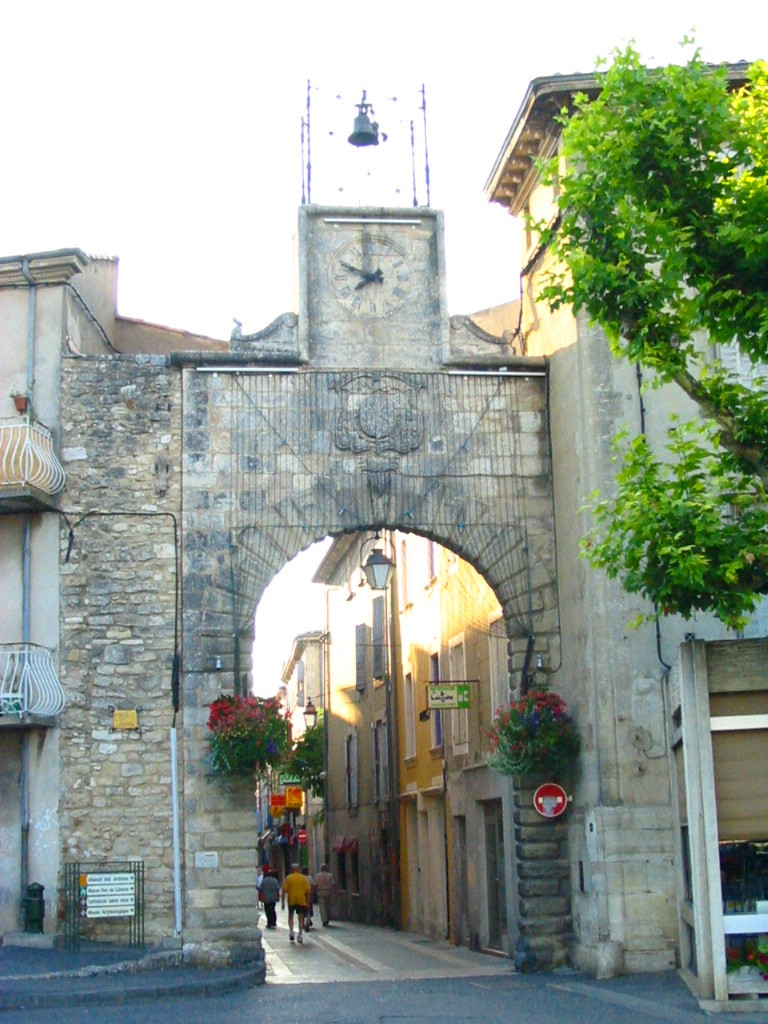
Porte de Saignon.
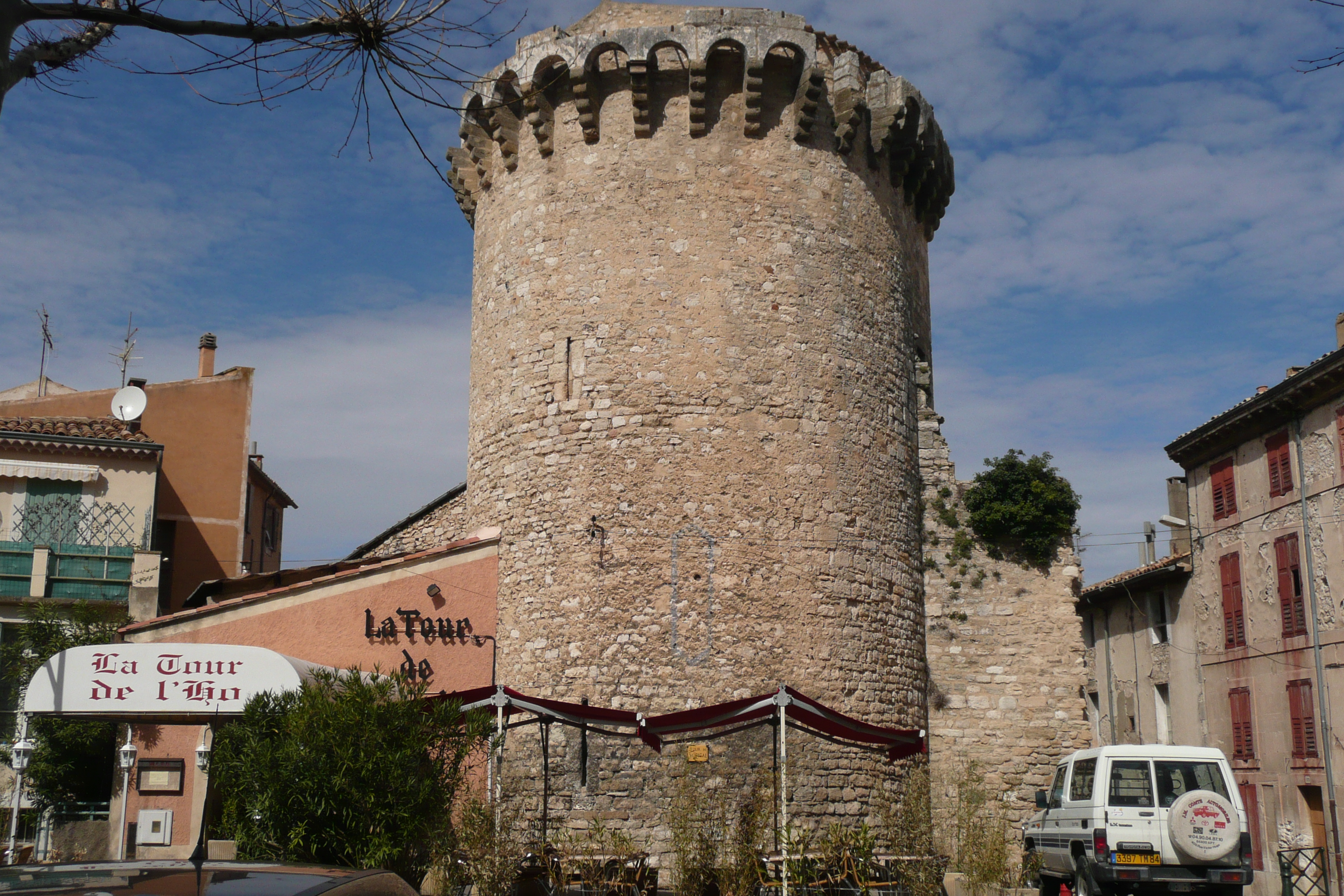
Tour de l'Hôpital.